# Векија Конверзано (Бари)
Векија Конверзано (итал. Vecchia Conversano) је насеље у Италији у округу Бари, региону Апулија.
Према процени из 2011. у насељу је живело 33 становника. Насеље се налази на надморској висини од 285 м.